# Josef Niedermayer (Politiker)
Josef Niedermayer (* 1. Juni 1926 in Viechtach; † 12. Juni 2016 ebenda) war ein deutscher Politiker (CSU).
Niedermayer besuchte die Volksschule und machte eine Banklehre. Er beantragte am 15. Februar 1944 die Aufnahme in die NSDAP und wurde zum 20. April desselben Jahres aufgenommen (Mitgliedsnummer 9.781.896). Er war anschließend bei der deutschen Wehrmacht tätig und befand sich bis 1946 in Kriegsgefangenschaft.
Niedermayer saß von 1956 bis 1966 im Stadtrat von Viechtach, danach war er bis 1990 Erster Bürgermeister der Stadt. 1986 wurde er dort zum Ehrenbürger ernannt, 1990 wurde er Altbürgermeister. Ab 1966 war er Mitglied im Kreistag des Landkreises Viechtach, dann von 1972 bis 2008 des Landkreises Regen. Von 1970 bis 1994 saß er, zunächst als Listenkandidat und dann stets direkt gewählt im Stimmkreis Regen, im Bayerischen Landtag.

## Ehrungen
- 1977: Bayerischer Verdienstorden
- 1983: Bundesverdienstkreuz am Bande
- 1986: Ehrenbürger von Viechtach
- 1987: Bundesverdienstkreuz erster Klasse
- 1994: Bayerische Staatsmedaille für Verdienste um die Bayerische Wirtschaft